# Liste der Monuments historiques in Brabant-le-Roi
Die Liste der Monuments historiques in Brabant-le-Roi führt die Monuments historiques in der französischen Gemeinde Brabant-le-Roi auf.

## Liste der Objekte
| Bezeichnung                      | Beschreibung | Standort                              | Kennzeichnung | Schutzstatus | Datum | Bild |
| -------------------------------- | --- | ------------------------------------- | ------------- | ------------ | ----- | ---- |
| Hauptaltar                       | Altartisch, Retabel und Skulptur; Stein, 17. Jahrhundert                                                        | in der Kirche St-Maurice (Lage)       | PM55000129    | Classé       | 1959  |      |
| Skulptur Madonna mit Kind (1)    | Stein, 18. Jahrhundert                                                                                          | außen an der Kirche St-Maurice (Lage) | PM55001629    | Inscrit      | 1992  |      |
| Skulptur einer Heiligen          | Kalkstein, 16. Jahrhundert                                                                                      | in der Kirche St-Maurice (Lage)       | PM55001633    | Inscrit      | 1999  |      |
| Skulptur Madonna mit Kind (2)    | Stein, farbig gefasst, 16. Jahrhundert                                                                          | außen an der Kirche St-Maurice (Lage) | PM55000130    | Classé       | 1959  |      |
| Skulptur Heiliger Eligius        | Stein, farbig gefasst, 19. Jahrhundert                                                                          | in der Kirche St-Maurice (Lage)       | PM55001627    | Inscrit      | 1980  |      |
| Skulptur Heiliger Nikolaus       | Stein, farbig gefasst, 19. Jahrhundert                                                                          | in der Kirche St-Maurice (Lage)       | PM55001628    | Inscrit      | 1981  |      |
| Behälter für die heiligen Öle    | Silber, Anfang des 19. Jahrhunderts; im Centre départemental d’art sacré in Saint-Mihiel deponiert              | in der Kirche St-Maurice (Lage)       | PM55001630    | Inscrit      | 1995  |      |
| Skulptur Heilige Katharina       | Stein, 17. Jahrhundert                                                                                          | in der Kirche St-Maurice (Lage)       | PM55000131    | Classé       | 1959  |      |
| Reliquiar                        | Messing, versilbert, Anfang des 19. Jahrhunderts; im Centre départemental d’art sacré in Saint-Mihiel deponiert | in der Kirche St-Maurice (Lage)       | PM55001631    | Inscrit      | 1995  |      |
| Kruzifix                         | Holz, farbig gefasst, 17. Jahrhundert                                                                           | in der Kirche St-Maurice (Lage)       | PM55001632    | Inscrit      | 1995  |      |
| Skulptur eines heiligen Bischofs | Kalkstein, 16. Jahrhundert                                                                                      | in der Kirche St-Maurice (Lage)       | PM55001634    | Inscrit      | 1999  |      |